# 尼泊尔联邦议会
尼泊尔联邦议会是尼泊尔的两院制议会，由作为咨询机关的国民议会（上议院）和作为立法机关的众议院（下议院）组成。

## 历史
2006年，在尼共（毛）支持的加德满都城内的人民大规模民主運動之后，5月18日尼泊尔议会一致通過，剝奪國王贾南德拉包括軍權在內的權力，使尼泊爾日後不受王室控制。
第二届尼泊尔制宪议会成立后成功制订了尼泊尔新宪法。新宪法规定尼泊尔各级立法机关议员应于2018年1月21日或更早完成选举工作。2017年5月14日开始在尼泊尔各省完成地方各级立法行政机关选举工作并在各级行政长官和省级议会成立后选出其中56名国民议会的代表。2017年12月7日成为新一届尼泊尔众议院的选举日,并在2018年1月22日开始运作，而剩下的3名国民议会的代表将在新一届尼泊尔总理的建议下被尼泊尔总统任命。成功制订了尼泊尔新宪法的第二届尼泊尔制宪议会转制为尼泊尔立法议会，第二届尼泊尔制宪议会的议员留用，尼泊尔立法议会为尼泊尔联邦议会前身。

## 两院议员资格
- 尼泊尔公民
- 提名日前众议院候选人须年满25岁，国民议会候选人须年满35岁
- 登记为尼泊尔选民
- 无道德败坏
- 无犯罪记录
- 无任何行政职务

## 议会主要政党
- 尼泊尔共产党：尼泊尔最大的共产主义政党，在众议院有6成以上席位
- 尼泊尔大会党：尼泊尔历史最悠久的政党，在众议院有2成以上席位
- 尼泊尔社会主义人民党：尼泊尔第三大政党，仅次于尼泊尔共产党和尼泊尔大会党。

## 尼泊尔女性权益
尼泊尔新宪法规定，在各级议会内保有一定数量的女性席位。